# Уклети замак (филм из 1897)
Уклети замак (фр. Le Château hanté) француски је неми филм из 1897. године, редитеља и сценаристе Жоржа Мелијеса, који уједно тумачи и главну улогу. Представља римејк истоименог филма из 1896, који се сматра првим хорор филмом у историји, што овај филм чини првим римејком хорор филма у историји.
Радња приказује човека ког прогањају духови у уклетом замку. Специјални ефекти су стварани техником супституцијског спајања. Ово је прво Мелијесово остварење које је ручно колоризовано, као и први хорор филм у боји.

## Радња
Два човека улазе у једну просторију замка и када један од њих покуша да седне на столицу, она се помера. Када следећи пут покуша да седне на њу, она се претвара у духа, затим у скелета и коначно у витеза. Након тога, нестаје у потпуности.
Када се човек окрене испред њега се појављује Сатана. Он покушава да побегне, али му дух блокира пут.